# Impremta Sallent
La Impremta Sallent, coneguda també com a Impremta Joan Sallent i a partir de 1936 com a Impremta Joan Sallent Successors, fou una impremta de la ciutat de Sabadell fundada per Joan Sallent i Prat, que imprimí i edità obres artístiques i literàries, esdevenint una de les impremtes catalanes de referència de la primera meitat del segle XX.

## Història

### Origen
L'origen de la Impremta Sallent es remunta al moment en què Joan Sallent i Prat (1879-1936) deixà la Impremta de Joan Comas per establir-se pel seu compte, al voltant de l’any 1910, en un cobert del carrer de l'Horta Novella de Sabadell. Al cap d’uns anys, es traslladà al carrer de Sant Quirze i, finalment, instal·là definitivament el seu obrador al carrer de Jovellanos de la mateixa localitat. Joan Sallent s'associà amb Josep Custòdio i Serra, qui asumí el rol de director comercial i corrector. Un cop establert pel seu compte, Sallent aviat assolí fama per la qualitat de la seva producció.

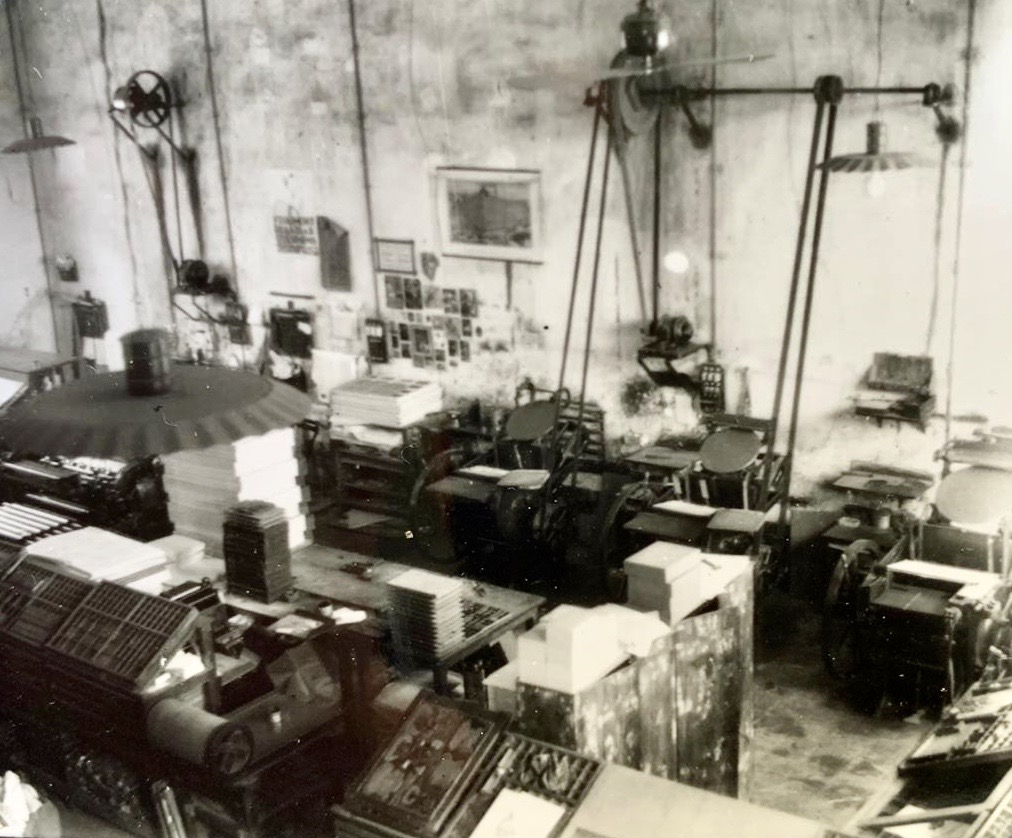
Aspecte de la Impremta Sallent al voltant de l'any 1925

### Joan Sallent, Successors
L’any 1936, a la mort de Joan Sallent, la impremta passà a anomenar-se Joan Sallent, Successors. El seu fill Eugeni Sallent i Cañellas (1908-1961), juntament amb Francesc Custòdio i Pascual –fill de Josep Custòdio i Serra i, ja aleshores, també cunyat d’Eugeni Sallent– es feren càrrec de la impremta, mantenint el prestigi inicial de l'empresa.
Durant la Guerra Civil, la Impremta Sallent treballà per als Serveis de Cultura de la Generalitat de Catalunya. En destaca la producció de l’Auca del noi català, antifeixista i humà de l'any 1937, una obra per a infants editada pel Comissariat de Propaganda de la Generalitat de Catalunya amb il·lustracions de Josep Obiols. El 1937 l'Ajuntament de Sabadell, tal com altres ajuntaments catalans i la Generalitat de Catalunya també feren, va emetre els seus propis bitllets de cèntims i pessetes a causa de l'escassetat de monedes de poc valor nominal. Es van imprimir a la Impremta Sallent amb un disseny del dibuixant local Ricard Marlet.

Durant els anys de postguerra s'hi imprimiren números de la revista clandestina Ariel. De forma igualment clandestina, s'hi imprimiren obres literàries. Aquest fou el cas de la primera edició de les Elegies de Bierville de Carles Riba publicada l'any 1942 i impresa per la Impremta Joan Sallent, Succ, però per tal d’evitar problemes amb la censura del règim franquista, el llibre incloïa un peu d’impremta fals: “Imprès per Daedalus S.L. Buenos Aires”. Així mateix, aquell mateix any s'hi imprimí el que és considerat el primer llibre publicat legalment en català després del 1939: el poeta gironí Camil Geis aconseguí l'autorització per part de la censura de Madrid del seu recull poètic Rosa mística, de títol bilingüe castellà-català i per sorpresa de la censura de Barcelona.

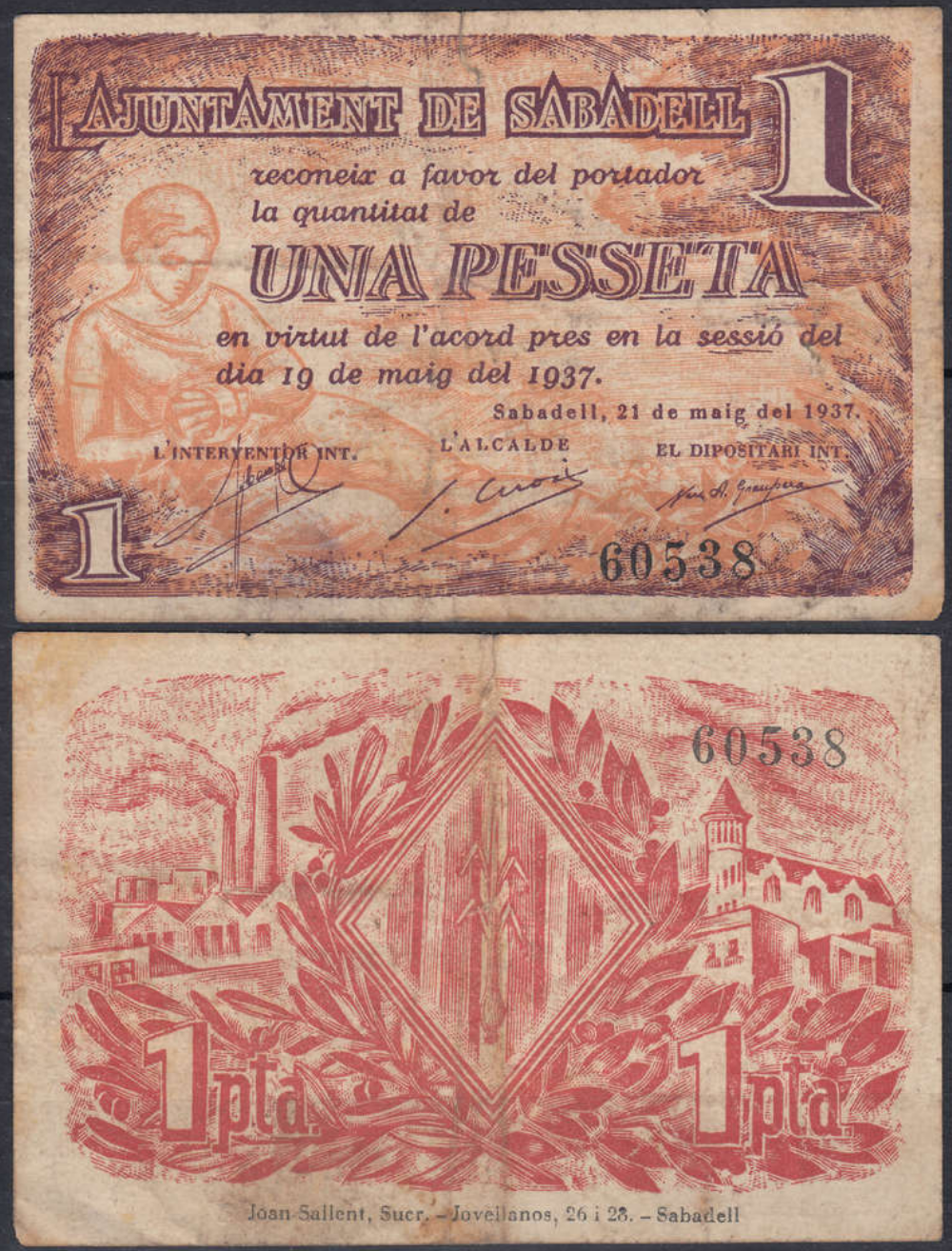
Paper moneda emès per l'Ajuntament de Sabadell

En la dècada de 1940 la impremta va excel·lir en la impressió d’edicions de bibliòfil. Una de les més celebrades fou l'edició de La Divina Comèdia amb la cèlebre traducció i els comentaris de Josep Maria de Sagarra que fou encarregada per Francesc Cambó. L'edició estigué formada per tres volums: Infern (1948), Purgatori (1949) i Cel (1950), amb reproduccions policromades originals del segle xvi i inicials de capítol gravades al boix per Ricard Marlet. La Divina Comèdia impresa als obradors d'Eugeni Sallent rebé el premi de l'exposició de Bibliòfils de París el 1948. Sagarra, en forma d’agraïment, dedicà un quintet al mestre impressor Sallent:

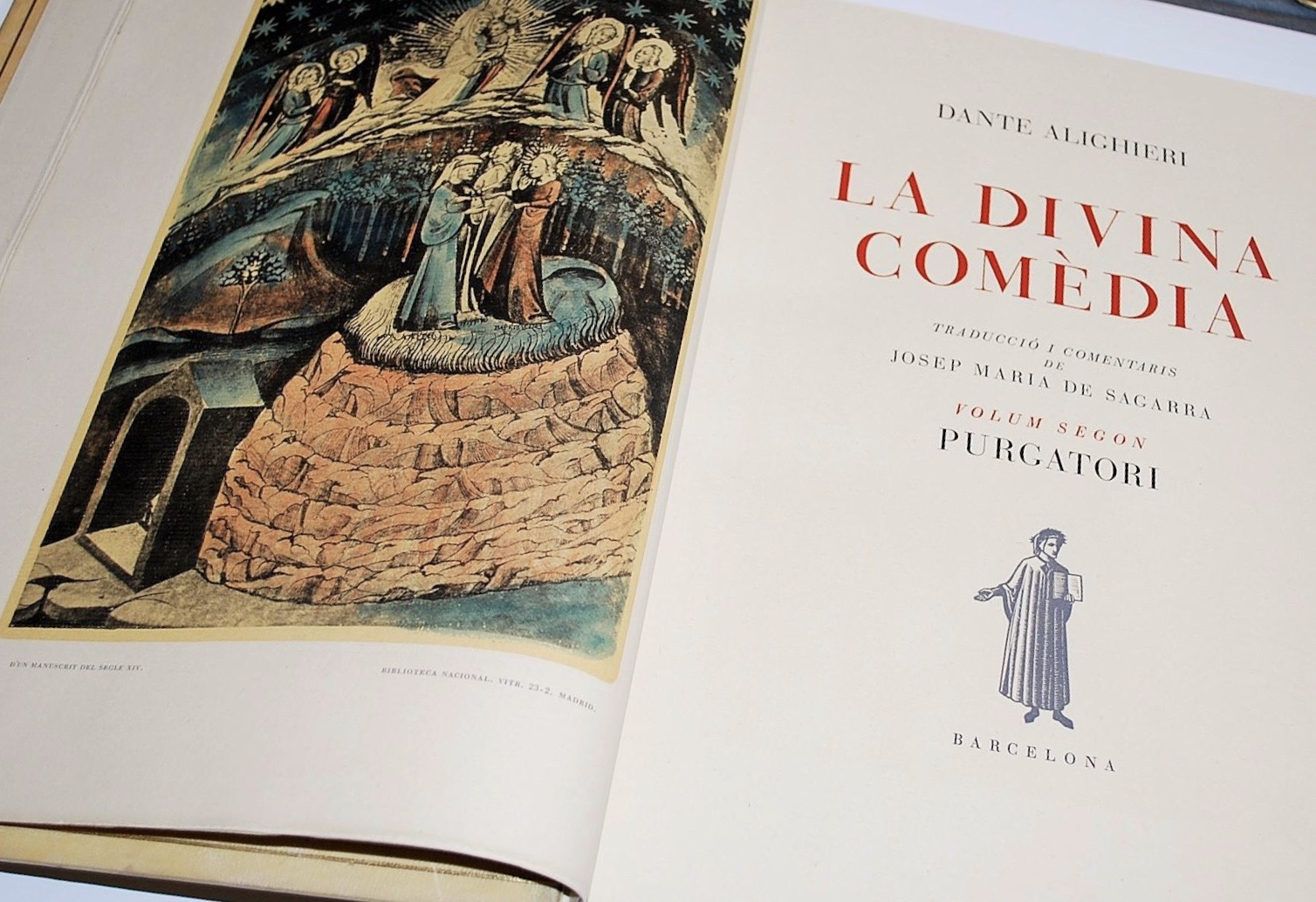
Segon Volum de La Divina Comèdia, traducció i comentaris de Josep Maria de Sagarra

| «                        | Dintre la àmplia ínclita secta de nostres impressors, segurament seràs, oh tú!, sabadellenc Sallent el que d’una manera més perfecta perpetues el cor i el pensament | » |
| — Josep Maria de Sagarra | |   |

### La fi de la impremta i la continuació de la saga
En morir Eugeni Sallent l’any 1961, l'empresa encara continuà alguns anys, tot i que ja mancada del seu principal impulsor. El fill d’Eugeni, Xavier Sallent i Custòdio (1933-2001) continuà la saga familiar d’impressors: començà d'aprenent a la impremta Sallent, però ben aviat el seu pare l'esperonà per establir-se pel seu compte. Ell fou un dels renovadors del disseny gràfic a Sabadell en la dècada de 1950. L’any 1963 creà, juntament amb el seu germà Joan: Sallent Germans. Des d’on, al cap de quatre anys, fundà Educa Sallent, la famosa empresa catalana de jocs i puzles per a nens i adults.

## Obres impreses i editades

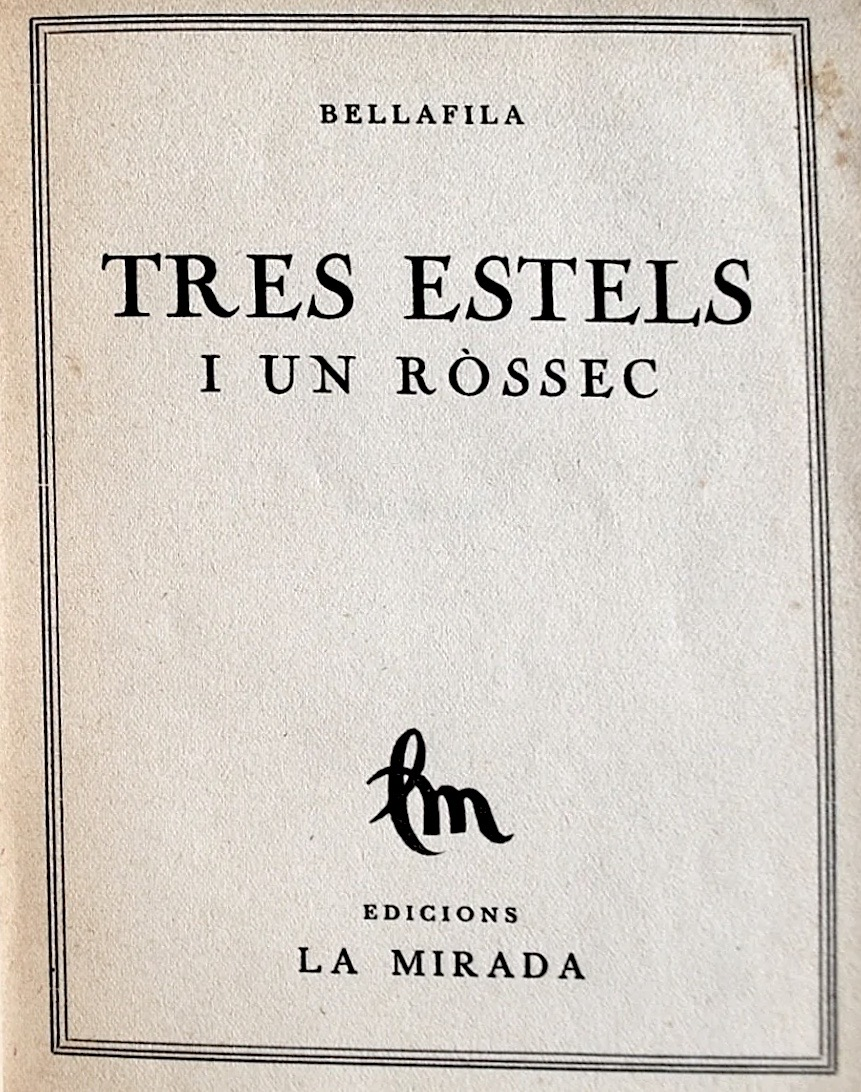
L'edició de Tres estels i un ròssec de Bellafila, pseudònim de Josep Carner

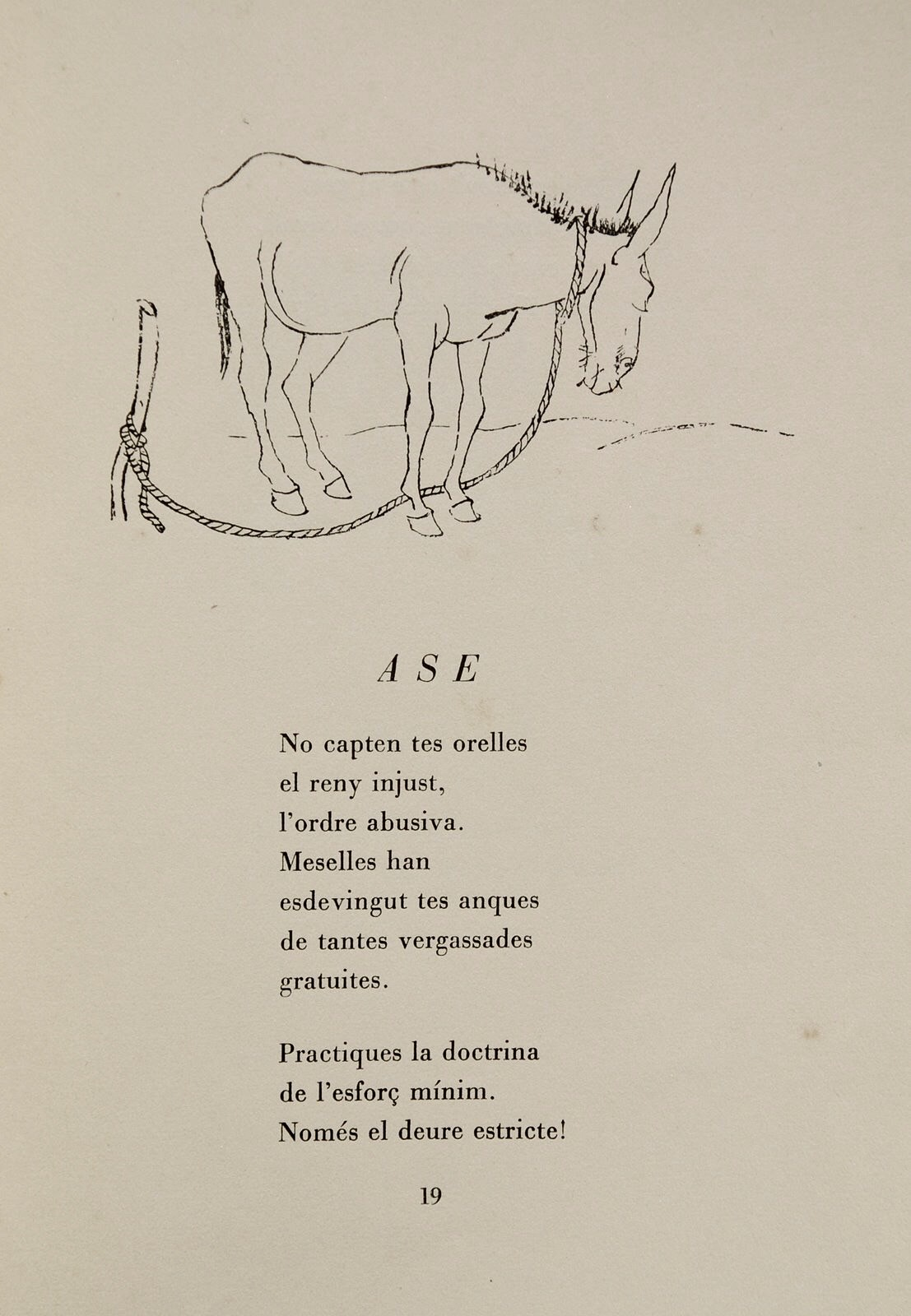
Extracte del Bestiari de Pere Quart il·lustrat per Xavier Nogués

De l’obrador de Joan Sallent en sortiren obres per a diversos editors barcelonins, com la Llibreria Catalònia, la Llibreria Verdaguer, les Edicions Proa o l'editorial Barcino, amb una trentena de títols de l'Enciclopèdia Catalunya, i s'hi van estampar els volums més interessants de l'edició sabadellenca d'entreguerres: Almanac de les Arts de 1924 i 1925, Elements d'història de Sabadell de Miquel Carreras, Sabadell del meu record de Marian Burguès, El rodal de Sabadell de Josep Rosell, l'Almanac del Diari de Sabadell de 1928, Les decapitacions i el Bestiari de Pere Quart, els volums de les Edicions La Fona i de La Mà Trencada, la Biblioteca Sabadellenca, que dirigia Joan Costa i Deu, i, sobretot, des de 1925 els llibres de les Edicions La Mirada, dissenyats per Ricard Marlet, que afegien un toc d'elegància noucentista al bon gust i a la pulcritud artesanal que acreditava l'obrador de Joan Sallent. D'entre les publicacions d'aquesta editorial impulsada per la Colla de Sabadell, s'hi troben obres com Ofrena rural (1926) de Guerau de Liost, Tres estels i un ròssec (1927) de Bellafila –pseudònim de Josep Carner–, L´home que es va perdre (1928) de Francesc Trabal, Una tragèdia a Lil·liput (1928) de Joan Oliver, Vida de Manolo, contada per ell mateix (1928) de Josep Pla, Teatre de la natura: paisatges i marines, botànica i zoologia (1928) d'Antoni Rovira i Virgili i l'obra teatral La tia d'Amèrica (1928) de Carles Soldevila.